# 고이데 공식

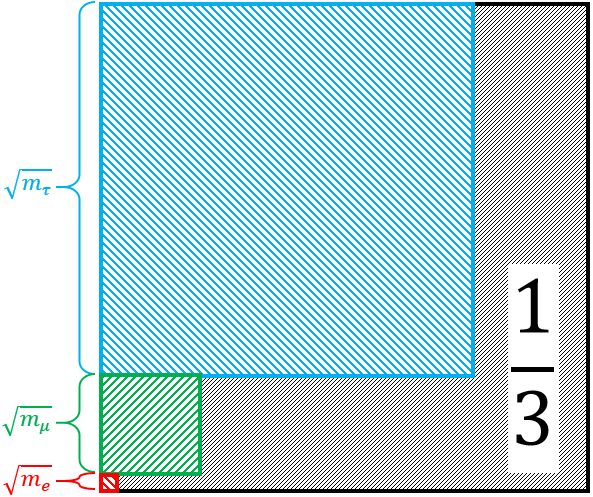
고이데 공식을 기하적으로 나타낸 모습.

고이데 공식(Koide formula), 고이데의 질량공식(일본어: 小出の質量公式)은 1981년 고이데 요시오가 발견한 경험적 공식으로, 1981년 발표된 기존 형태에서는 세 하전 경입자 간의 질량을 다루었으며, 이후에는 중성미자나 쿼크 등 다른 입자까지 확장되었다.:64–66

## 공식
고이데 공식의 형태는 다음과 같다.
{\displaystyle Q={\frac {\;m_{e}+m_{\mu }+m_{\tau }\;}{\left(\,{\sqrt {m_{e}\,}}+{\sqrt {m_{\mu }\,}}+{\sqrt {m_{\tau }\,}}\,\right)^{2}}}=0.666661(7)\approx {\frac {\,2\,}{3}}~,}
여기서 전자, 뮤 입자, 타우 입자의 질량은 각각 me = 0.510998946(3) MeV/c2, mμ = 105.6583745(24) MeV/c2, mτ = 1776.86(12) MeV/c2이며, 괄호 속의 숫자는 측정 불확실성이다. 이 값을 대입하면 Q = 0.666661(7)이 된다.
여기서 전자, 뮤 입자, 타우 입자의 자리에 어떤 질량을 집어넣어도  ⁠1/3⁠ ≤ Q < 1 이 되는데, 상한값은 분모가 제곱근 형태이기 때문에 수학적으로 성립하며, 하한값은 코시-슈바르츠 부등식을 따른다. 실험적으로 측정한 값인 ⁠2/3⁠은 범위 정중앙에 위치한다.
여기서 제기되는 의문은 값 자체에 있는데, 전혀 관련이 없어 보이는 세 숫자를 합치면 간단한 분수가 나오고, 거기에 전자, 뮤 입자, 타우 입자를 사용하면 Q의 값이 양 극단 (세 질량이 같을 경우 ⁠1/3⁠, 하나의 질량이 매우 클 경우 1) 사이에 정확히 위치한다는 것이다.
로버트 풋은 고이데 공식을 {\displaystyle {\frac {1}{\,3\,Q\,}}}의 값이 {\displaystyle \left[\,{\sqrt {m_{e}\,}},{\sqrt {m_{\mu }\,}},{\sqrt {m_{\tau }\,}}\,\right]} 벡터와 {\displaystyle [1,1,1]} 벡터 사이의 코사인 제곱 사이의 각도(스칼라곱)를 나타내는 것으로 보았는데, 이 경우 각도는 정확히 45도가 된다({\displaystyle \theta =(45.000\pm 0.001)^{\circ }~.}).
만약 공식에서 Q의 값이 정확히 ⁠2/3⁠라고 한다면, 전자와 뮤 입자의 질량에서 타우 입자의 질량을 예측하는 데 사용할 수 있으며, 이 경우 타우 입자의 질량 mτ = 1776.969 MeV/c2이 된다.
고이데 공식은 앞선입자 모형을 기반으로 만들어졌으나, 이를 유도하는 방법 또한 발견되었다. 하지만, 고이데 공식의 원리는 아직 밝혀지지 않은 상태이다. 쿼크의 질량에서도 비슷한 관계가 발견되었으며, 이를 적용하면 꼭대기 쿼크의 질량을 173.263947(6) GeV로 유도할 수 있다.

## 추측적 확장
칼 브란넨은 경입자의 질량이 다음 관계에 따라 순환 행렬의 고윳값의 제곱으로 주어진다고 주장하였다.
{\displaystyle {\sqrt {\,m_{n}\;}}=\mu \left[\,1+2\eta \cos \left(\delta +{\frac {\,2\pi \,}{3}}\cdot n\right)\,\right]} (단 n = 0, 1, 2, ...)
여기에 η2 = 0.500003(23), 위상값 δ = 0.2222220(19)(⁠2/9⁠와 유사)를 대입하면 실험 결과와 일치하나, η2 = ⁠1/2⁠과 δ = ⁠2/9⁠라는 값 자체가 실험 결과와 일치하지 않는 문제가 있다.
쿼크에서도 비슷한 관계가 제안되었는데, 여기서 위상값은 ⁠2/27⁠ = ⁠2/9⁠ × ⁠1/3⁠과 ⁠4/27⁠ = ⁠2/9⁠ × ⁠2/3⁠으로, 입자 간 전하량의 차이를 내포하고 있다(쿼크에서 ⁠1/3⁠과 ⁠2/3⁠, 경입자에서 ⁠3/3⁠ = 1,   ⁠1/3⁠ × ⁠2/3⁠ × ⁠3/3⁠ ≈ δ ).

## 쿼크의 질량
고이데 공식과 유사한 형태로 쿼크의 질량 사이의 관계를 설명하는 공식이 있는데, 특히 쿼크의 질량은 에너지 크기를 사용하기 때문에, 분석이 더욱 어렵다.
쿼크 중 가장 무거운 맵시(1.275 ± 0.03 GeV), 바닥(4.180 ± 0.04 GeV), 꼭대기(173.0 ± 0.40 GeV)는, 측정치의 불확실성을 고려하지 않을 경우, 다음 식으로 정립할 수 있다.
{\displaystyle Q_{\text{heavy}}={\frac {m_{c}+m_{b}+m_{t}}{{\big (}{\sqrt {m_{c}}}+{\sqrt {m_{b}}}+{\sqrt {m_{t}}}{\big )}^{2}}}\approx 0.669\approx {\frac {2}{3}}.}
2011년 발표한 논문 중에서 이 관계를 찾은 경우가 있었지만, 출판 시 식이 빠졌기 때문에, 최초로 이 식이 출판된 것은 2012년이었다.
비슷하게 가벼운 쿼크, 위(2.2 ± 0.4 MeV), 아래(4.7 ± 0.3 MeV), 기묘(95.0 ± 4.0 MeV)도 불확실성을 고려하지 않을 경우, 다음 식으로 나타난다.
{\displaystyle Q_{\text{light}}={\frac {m_{u}+m_{d}+m_{s}}{{\big (}{\sqrt {m_{u}}}+{\sqrt {m_{d}}}+{\sqrt {m_{s}}}{\big )}^{2}}}\approx 0.56\approx {\frac {5}{9}},}
1978년 위, 아래, 기묘 쿼크의 질량을 계산한 연구에서는, 위 쿼크의 질량을 0으로 가정한 것을 제외하고, 우연히 고이데 공식과 유사한 형태로 결과를 산출하였는데, 현대에 사용하는 형식으로 변환한 값은 다음과 같다.
{\displaystyle Q_{\text{light}}={\frac {0+m_{d}+m_{s}}{{\big (}{\sqrt {0}}+{\sqrt {m_{d}}}+{\sqrt {m_{s}}}{\big )}^{2}}}\approx 0.70}

## 입자 질량의 증가
양자장론에 따르면, 결합 상수나 질량은 에너지 규모에 따라 증가하기 때문에,:151–152 각 변수의 값은 재규격화에 따라 관측한 에너지 규모에 따라 변화한다. 에너지가 높아 대칭이 파괴되지 않았을 경우에 각 값 사이의 관계는 간단하지만, 에너지가 낮아질수록 재규격화가 복잡해져 관계 또한 복잡해진다. 고이데 공식은 에너지가 낮은 경우인 극 질량에서 정확히 성립하기 때문에, 과학자 다수는 이 관계를 수비학의 일종으로 본다.
일본의 물리학자 스미노 유키나리는 유효 이론을 통해, 새로 발생한 게이지 대칭이 고이데 공식을 정확히 충족하게 된다는 새 기작을 주장했다.

## 같이 보기
- 쿼크 섞임
- 클리퍼드 대수
- 세대 (물리학)
- 힉스 메커니즘
- 렙톤 섞임
- 테크니컬러 (물리학)